# Atletica leggera ai Giochi della XXX Olimpiade - 1500 metri piani maschili

Video della Finale

Ai Giochi della XXX Olimpiade, la competizione dei 1500 metri piani maschili si è svolta dal 3 al 7 agosto presso lo Stadio Olimpico di Londra.

## Presenze ed assenze dei campioni in carica
Per i campionati europei si considera l'edizione del 2010.
| Competizione         | Atleta           | Prestazione | Londra 2012 |
| -------------------- | ---------------- | ----------- | ----------- |
| Olimpiadi 2008       | Asbel Kiprop     | 3'33"11     | Presente    |
| Commonwealth 2010    | Silas Kiplagat   | 3'41"78     | Presente    |
| Europei 2010         | Arturo Casado    | 3'42”74     | Infortunato |
| Asiatici 2010        | Mohammed Shaween | 3'36”49     | Presente    |
| Africani 2011        | Caleb Ndiku      | 3'39”12     | Non qual.   |
| Mondiali 2011        | Asbel Kiprop     | 3'35"69     | Presente    |
|                      |                  |             |             |
| Mondiali junior 2008 | Imad Touil       | 3'47”40     | Assente     |

## La gara
Il più veloce nelle batterie è Taoufik Makhloufi (3'35”15). L'algerino vince anche la propria semifinale e si candida al titolo. Le due semifinali sono molto diverse tra loro: tattica la prima (vinta da Makhloufi), veloce la seconda (vinta dal marocchino Abdalaati Iguider in 3'33”99). Il campione in carica, Asbel Kiprop, si qualifica ma è reduce da un infortunio al tendine del ginocchio, quindi non è al 100%.
La finale si decide all'ultimo giro. Makhloufi scatta a 300 metri dall'arrivo; copre 200 metri in 25”4 e si presenta solo in testa sul rettilineo finale. Dietro di lui lo statunitense Leonel Manzano supera quattro uomini e va a cogliere l'argento. Iguider batte in volata lo statunitense Centrowitz per il bronzo.
Il norvegese Ingebrigtsen, quinto, stabilisce il record nazionale.

Deludono i kenioti: si classificano settimo, undicesimo e ultimo (Kiprop).

## Risultati

### Finale
| Primatista mondiale   | 3'26"00        | Hicham El Guerrouj | Rit. 2005 |
| Primatista stagionale | 3'28"88 (20/7) | Asbel Kiprop       | Presente  |

1. ↑  Record stabilito nel 1998.
2. ↑  Alla data del 20 luglio 2012

| Pos.    | Atleta               | Età | Paese         | Tempo   | Note             |
| ------- | -------------------- | --- | ------------- | ------- | ---------------- |
| Oro     | Taoufik Makhloufi    | 24  | Algeria       | 3'34"08 |                  |
| Argento | Leonel Manzano       | 28  | Stati Uniti   | 3'34"79 |                  |
| Bronzo  | Abdalaati Iguider    | 25  | Marocco       | 3'35"13 |                  |
| 4       | Matthew Centrowitz   | 23  | Stati Uniti   | 3'35"17 |                  |
| 5       | Henrik Ingebrigtsen  | 21  | Norvegia      | 3'35"43 | Record nazionale |
| 6       | Mekonnen Gebremedhin | 24  | Etiopia       | 3'35"44 |                  |
| 7       | Silas Kiplagat       | 23  | Kenya         | 3'36"19 |                  |
| 8       | İlham Tanui Özbilen  | 22  | Turchia       | 3'36"72 |                  |
| 9       | Nick Willis          | 29  | Nuova Zelanda | 3'36"94 |                  |
| 10      | Belal Mansoor Ali    | 24  | Bahrein       | 3'37"98 |                  |
| 11      | Nixon Chepseba       | 22  | Kenya         | 3'39"04 |                  |
| 12      | Asbel Kiprop         | 23  | Kenya         | 3'43"83 |                  |